# Boris Nirenburg
Boris Nirenburg (russisk: Бори́с Эдуа́рдович Ниренбу́рг) (født 4. februar 1911, død 4. januar 1986) var en sovjetisk filminstruktør.

## Filmografi
- Soljaris (Солярис, 1968)[1][2]